# Dictadura de los Coroneles
La Dictadura de los Coroneles o Junta de los Coroneles hace referencia a un periodo dictatorial compuesto por juntas militares de corte ultranacionalista, panheleno y ortodoxa que proclamaron la República Helénica desde 1967 hasta 1974 luego de un golpe de Estado que derrocó al Reino de Grecia. El 21 de abril de 1967, un grupo de coroneles derrocó al gobierno interino un mes antes de las elecciones programadas en las que el partido Unión de Centro de Georgios Papandreou era favorito para ganar.
La dictadura se caracterizó por políticas culturales de derecha, restricciones a las libertades civiles y el encarcelamiento, la tortura y el exilio de los opositores políticos. Un intento de renovar su apoyo en un referéndum de 1973 sobre la monarquía y la democratización gradual fue abortado por otro golpe de Estado por el intransigente Dimitrios Ioannidis. El gobierno de la junta terminó el 24 de julio de 1974 bajo la presión de la invasión turca de Chipre, que condujo al Metapolitefsi («cambio de régimen») a la democracia y al establecimiento de la Tercera República Helénica.

## Contexto histórico
El golpe de 1967 y los siguientes siete años de gobierno militar fueron la culminación de 30 años de división nacional entre las fuerzas de izquierda y derecha, que se remontan a la época de la resistencia contra la ocupación del eje de Grecia durante la Segunda Guerra Mundial. Después de la liberación en 1944, Grecia sufrió una guerra civil, luchó entre las fuerzas comunistas y el gobierno en el exilio que ahora estaba de regreso.

### Influencia estadounidense en Grecia
En 1944, el primer ministro británico Winston Churchill decidió detener la invasión soviética en los Balcanes, y ordenó a las fuerzas británicas que intervinieran en la guerra civil griega (Dekemvriana) a raíz de la retirada del ejército alemán. Este iba a ser un compromiso largo y abierto. Estados Unidos intervino para ayudar después de 1947 al gobierno griego contra las fuerzas comunistas.
En 1947, Estados Unidos formuló la Doctrina Truman y comenzó a apoyar activamente una serie de gobiernos autoritarios en Grecia, Turquía e Irán para garantizar que estos estados no cayeran bajo la influencia soviética. En 1945, oficiales veteranos de los Batallones de Seguridad colaboracionistas se organizaron en una sociedad secreta conocida como IDEA (Ieros Desmos Ellinon Axiomatikon, «Santo vínculo de los oficiales griegos»). A partir de 1947, la Agencia Central de Inteligencia (CIA) estadounidense subsidió el IDEA a la suma de $1 millón anual como una de las principales fuerzas «democráticas» (es decir, anticomunistas) de Grecia. Varios de los futuros líderes de la junta, como Georgios Papadopoulos, eran miembros de IDEA. Con ayuda estadounidense y británica, la guerra civil terminó con la derrota militar de los comunistas en 1949. El Partido Comunista de Grecia (KKE) y sus organizaciones auxiliares fueron prohibidas (Ley 509/1947) y muchos comunistas huyeron del país o se enfrentaron a la persecución. La CIA y el ejército griego comenzaron a trabajar juntos estrechamente, especialmente después de que Grecia se unió a la Organización del Tratado del Atlántico Norte (OTAN) en 1952. Esto incluyó a los notables oficiales de la CIA, Gust Avrakotos y Clair George. Avrakotos mantuvo una estrecha relación con los coroneles que figurarían en el golpe posterior.
En 1952, IDEA emitió un manifiesto declarando que una dictadura era la única solución posible a los problemas de Grecia, que el erudito griego Christos Kassimeris llamó una declaración «asombrosa» ya que los comunistas habían sido derrotados en 1949, Grecia disfrutaba de una relativa prosperidad después de que los estándares de vida colapsaron en la década de 1940 y la política griega se mantuvo estable. Kassimeris argumentó que, dado que Papadopoulos desempeñó un papel importante en la redacción del manifiesto de 1952, fue su «ambición personal» en lugar de un miedo objetivo a los comunistas griegos lo que lo impulsó a avanzar porque de ninguna manera se podía presentar a Grecia como al borde de una toma del poder comunista en 1952.
Grecia era un eslabón vital en el arco de defensa de la OTAN que se extendía desde la frontera oriental de Irán hasta el punto más septentrional de Noruega. Grecia en particular fue vista como en riesgo, habiendo experimentado una insurgencia comunista. En particular, el recién fundado Servicio Helénico de Inteligencia Nacional (EYP) y las Compañías de Asalto a la Montaña (LOK) mantuvieron un enlace muy estrecho con sus contrapartes estadounidenses. Además de prepararse para una invasión soviética, acordaron protegerse contra un golpe de izquierda. Las LOK en particular se integraron en la Red Stay Behind europea. Aunque ha habido rumores persistentes sobre un apoyo activo del golpe por parte del gobierno de los Estados Unidos, no hay evidencia que respalde tales afirmaciones. El momento del golpe aparentemente sorprendió a la CIA. Sin embargo, Estados Unidos apoyó la dictadura militar.

### Apostasía e inestabilidad política
Después de muchos años de gobierno conservador, la elección en 1963 de Georgios Papandreou del Unión de Centro como primer ministro fue una señal de cambio. En un intento por obtener más control sobre el gobierno del país de lo que permitieron sus limitados poderes constitucionales, el joven e inexperto rey Constantino II se enfrentó con los reformadores liberales. En julio de 1964, Papandreu anunció su intención de despedir a los oficiales pertenecientes a IDEA, a quienes el rey no quería despedir, alegando que era su prerrogativa real proteger a los oficiales de IDEA, lo que a su vez condujo a manifestaciones masivas en Atenas, que tuvo un favor republicano. El rey despidió a Papandreu en 1965 y causó una crisis constitucional conocida como «Apostasia de 1965».
Después de hacer varios intentos de formar gobiernos, confiando en los disidentes del Unión de Centro y parlamentarios conservadores, Constantino II nombró un gobierno interino bajo Ioannis Paraskevopoulos, y se convocaron nuevas elecciones para el 28 de mayo de 1967. Hubo muchos indicios de que el Unión de Centro de Papandreou surgiría como el partido más votado, pero no sería capaz de formar un gobierno de partido único y se vería obligado a una alianza con la Izquierda Democrática Unida, que los conservadores sospechaban que era un representante del KKE prohibido. Esta posibilidad se utilizó como pretexto para el golpe de Estado.

### Un «golpe de generales»
La historiografía griega y los periodistas han formulado la hipótesis sobre un «golpe de generales», un golpe que habría sido desplegado a instancias de Constantino con el pretexto de combatir la subversión comunista.
Antes de las elecciones programadas para el 28 de mayo de 1967, con la expectativa de una amplia victoria de Unión de Centro, varios políticos conservadores de la Unión Radical Nacional temían que las políticas de los centristas de izquierda, incluido Andreas Papandreou (hijo de Georgios Papandreou), condujera a una crisis constitucional. Uno de esos políticos, Georgios Rallis, propuso que, en caso de tal "anomalía", el Rey debería declarar la ley marcial como lo permitía la constitución monárquica. Según Rallis, Constantino era receptivo a la idea.
Según el diplomático estadounidense John Day, a Washington también le preocupaba que Andreas Papandreou tuviera un papel muy poderoso en el próximo gobierno, debido a la vejez de su padre. Según Robert Keely y John Owens, diplomáticos estadounidenses presentes en Atenas en ese momento, Constantino le preguntó al embajador de los Estados Unidos William Phillips Talbot cuál sería la actitud estadounidense hacia una solución extraparlamentaria al problema. A esto, la embajada respondió negativamente en principio, agregando, sin embargo, que "la reacción de Estados Unidos a tal movimiento no se puede determinar de antemano, sino que dependerá de las circunstancias en ese momento". Constantino niega esto. Según Talbot, Constantino se reunió con los generales del ejército, quienes le prometieron que no tomarían ninguna medida antes de las próximas elecciones. Sin embargo, las proclamas de Andreas Papandreou los pusieron nerviosos y resolvieron volver a examinar su decisión después de ver los resultados de las elecciones.
En 1966, Constantino envió a su enviado, Demetrios Bitsios, a París en una misión para persuadir al ex primer ministro Konstantinos Karamanlis de que volviera a Grecia y retomara su papel anterior en política. Según las afirmaciones no corroboradas del exmonarca, Karamanlis respondió a Bitsios que volvería solo si el Rey impusiera la ley marcial, como era su prerrogativa constitucional. Según el corresponsal del New York Times, Cyrus L. Sulzberger, Karamanlis voló a la ciudad de Nueva York para reunirse con el general de la USAF Lauris Norstad para presionar un golpe de Estado conservador que se estableciera como el líder de Grecia; Sulzberger alega que Norstad declinó involucrarse en tales asuntos. El relato de Sulzberger se basa únicamente en la autoridad de su palabra y la de Norstad. Cuando, en 1997, el ex Rey reiteró las acusaciones de Sulzberger, Karamanlis declaró que "no se ocupará de las declaraciones del ex monarca porque tanto su contenido como su actitud no merecen comentario".
La destituida adopción por parte del Rey de las reclamaciones de Sulzberger contra Karamanlis fue castigada por los medios de comunicación izquierdistas de Grecia, que denunciaron a Karamanlis como "descarado". En ese momento, Constantino se refirió exclusivamente a las palabras de Sulzberger para apoyar la teoría de un golpe planeado por Karamanlis, y no mencionó la supuesta reunión de 1966 con Bitsios, a la que se refirió solo después de que ambos participantes murieron y no pudieron responder.
Resultó que la crisis constitucional no se originó ni en los partidos políticos ni en el Palacio, sino en golpistas del ejército de rango medio.

## El golpe de Estado del 21 de abril
Entre los sucesos que se produjeron destacan la muerte del diputado Grigoris Lambrakis, así como la del estudiante Sotiris Petroulas. Estos episodios llevarán al golpe de Estado de los coroneles el 21 de abril de 1967.
El 21 de abril, mientras se convocaban elecciones para el día 28 de mayo, los oficiales del Ejército, con el coronel Georgios Papadopoulos al mando y la participación del General de Brigada Stylianos Pattakós y el coronel Nikolaos Makarezos, reunieron a alrededor de 100 tanques en el distrito de la capital y los pusieron en movimiento al amanecer del 21 de abril, con el objetivo de tomar el Ministerio de Defensa griego. Además, los militares trazaron un plan que designaba como obligatoria la toma de posesión del Ejército, con el objetivo de acabar con el supuesto alzamiento comunista de ciertas zonas de Grecia donde aseguraron que había penetrado el Ejército Rojo de la URSS.
La persona de confianza del rey, Spandakis, general del ejército del Estado Mayor, fue sustituido por Odiseas Angelis, quien haciendo uso de su nuevo cargo dio la orden a la III Brigada del Ejército de Salónica de que rechazase cualquier orden golpista.
El único intento de hacer frente al golpe de Estado vino principalmente del Ministro de Orden Público, Georgios Rallis, que intentó contactar con el general de brigada Vidalis para que pusiera en movimiento la III Brigada del Ejército (Salónica). No lo consiguió debido a que el General de Brigada Vidalis había sido avisado con antelación para que hiciera caso omiso a la orden de Rallis.

## La insurrección de la Marina
El cambio de régimen provocó preocupaciones en la Marina, en cuyas filas no había muchos golpistas. La primera reacción de la Marina fue apoyar el contramovimiento del Rey el 13 de diciembre de 1967, el cual fracasó debido a su lentitud de acción y mala coordinación.
También llevaron a cabo dos intentos de secuestro de Papadopoulos, los cuales fracasaron por culpa de factores externos. Esta organización, aparte de atraer a los oficiales de la Marina, atrajo también a oficiales de la aviación. El objetivo de la insurrección era conseguir un levantamiento popular que concluyera con la disolución de la Junta Militar.
En la primavera de 1973 todo estaba preparado. El levantamiento se produciría las primeras horas del día 23 de mayo. Durante la tarde del 21 de mayo se dejaron ver las primeras señales de que la insurrección había tenido éxito. Los capitanes de los barcos vacilaron a la hora de zarpar según lo acordado en el plan (que era más o menos conocido por la Junta). El 25 de mayo de 1973 los oficiales encontraron limitaciones, sin embargo, las primeras detenciones estaban por llegar. Ese mismo día, el barco de guerra Velos tomó la decisión de retirarse de la maniobra de la OTAN y se desplazó a Fiumicino, en Italia, donde pidió asilo político.
La insurrección de la Marina, quizá la resistencia más importante hasta entonces, se organizó con el único objetivo de liberar al Estado y no simplemente sustituir a los dictadores. Esta no contó con el apoyo del pueblo, ya que era una revolución de la armada y no estaba dirigida por personajes políticos.
La consecuencia más importante fue la renovación de la oposición, ya que desde 1971 daba la sensación de que la Junta se había consolidado y de que toda la armada estaba de su parte. Sin embargo, este mito se derrumbó cuando se proclamó la insurrección.

## La dictadura
Para conservar y consolidar su poder, los coroneles trataron de eliminar toda forma de oposición interna. Desde el golpe de Estado, numerosos políticos, principalmente de izquierda, pero también liberales o simples defensores de los derechos humanos, fueron perseguidos. Muchos militares y funcionarios fueron destituidos de sus cargos para permitir a los coroneles disponer de instrumentos de gobierno ideológico del país de acuerdo a los principios del régimen. Los opositores fueron puestos en libertad vigilada, encarcelados o deportados a islas desiertas del Mar Egeo, como Makronisos y, en numerosas ocasiones, torturados.
Diversos gobiernos títeres se suceden para hacer creer que la vida política continuaba existiendo y que el poder no era detentado solo por los coroneles, siendo entre ellos el principal líder Georgios Papadopulos. A pesar de la represión se produjeron numerosas manifestaciones contra el régimen. Así, 1968 fue un año difícil para la dictadura. Alexandros Panagoulis intentó asesinar al coronel Papadopoulos, siendo condenado a muerte. La movilización de la opinión pública internacional impidió su ejecución. Los funerales de Georgios Papandreu, muerto cuando se encontraba en libertad vigilada, fueron la ocasión para realizar grandes manifestaciones contra el régimen.
En el extranjero, los griegos exiliados organizaron manifestaciones y numerosos países se negaron a reconocer al gobierno golpista. Así, en 1969, Grecia fue excluida del Consejo de Europa. Desde 1967, el acuerdo de asociación entre Grecia y la Comunidad Económica Europea fue paralizado.
No siempre las comunidades de griegos en el extranjero participaban en la oposición. En comunidades helénicas en el extranjero, como la de Buenos Aires, se hacían cenas para conmemorar el alzamiento de 1967. Esta costumbre duró hasta la caída de la junta.

## La revuelta de la Politécnica de Atenas
La revuelta de la Politécnica de Atenas no fue algo que ocurriera de repente. Fue simplemente la punta del iceberg. Durante el periodo transcurrido entre 1967 y 1972, la Junta había conseguido neutralizar todas las reacciones estudiantiles ante los abusos del gobierno. Sin embargo, a principios de 1973, el abismo entre estudiantes y Estado crecía mientras que se intensificaba la rivalidad. La Junta de los Coroneles, en su intento de controlar a los estudiantes, puso en marcha el "Decreto 1347 para las movilizaciones". La preocupación estudiantil comenzó a crecer, dando como resultado en febrero de 1973, la primera toma de la facultad de Derecho, mientras que el 14 de mayo tuvo lugar la segunda. El funeral del “anciano de la democracia”, Georgios Papandreu el 1 de noviembre de 1968, jugó también un papel fundamental en el recrudecimiento de la situación. Todo apuntaba a que algo iba a suceder y finalmente resultó ser cierto.

## El final de la dictadura

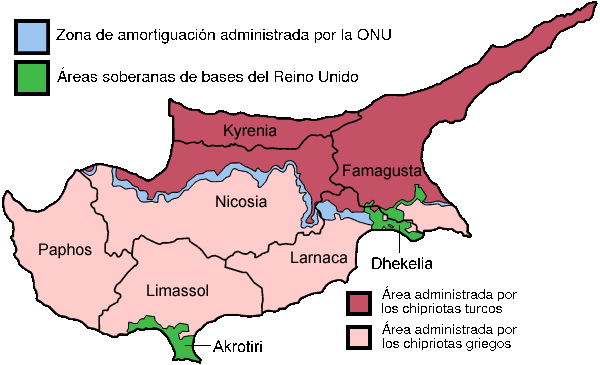
División política de Chipre tras la intervención turca (1974)

Tras estos acontecimientos, la dictadura pensó que la mejor forma de salir de la crisis era con una victoria militar. Fijan por tanto su mirada en Chipre y deciden llevar a cabo, mediante una intervención militar, la enosis, o unión de Chipre con Grecia. Sin embargo, en Chipre existía también una importante minoría turca que suponía aproximadamente el 15% de la población. La Junta cayó finalmente el día 24 de julio de 1974, bajo el peso de la invasión de la isla chipriota por parte de Turquía. La invasión de Chipre había comenzado cuatro días antes, el 20 de julio. El Gobierno griego había impulsado en Chipre un golpe de Estado contra el gobierno de Makarios III, que tuvo lugar el 15 de julio de 1974, cuya intención era que Níkos Sampsón, partidario de la enosis, se hiciera con el poder y proclamara posteriormente la incorporación de la isla a Grecia. Sin embargo, nada más producirse el golpe de Estado, tropas turcas invaden el norte de Chipre, produciéndose la división de la isla y proclamándose la República Turca del Norte de Chipre, que no obtuvo reconocimiento internacional alguno salvo el de Turquía.
El mismo día llegó a Atenas Konstantinos Karamanlis en un avión del gobierno de Francia, que lo transportaba a él en lugar de transportar al presidente francés, Valéry Giscard d'Estaing, amigo íntimo de este. Los golpistas fueron juzgados más tarde y condenados por la justicia. Los simpatizantes de esta dictadura en 1980 fundaron un grupo ideológico que cinco años más tarde se convirtió en el partido político ultraderechista Amanecer Dorado.
Sin embargo, el historiador Dimitris Kousouris subraya que "tras la caída de los coroneles, existe prácticamente una impunidad generalizada. La depuración del aparato estatal fue muy parcial y, a excepción de algunos juicios, la estructura permaneció intacta. Personalidades de la dictadura se incorporaron a formaciones de la derecha como el partido Nueva Democracia."